# Arzīl
Arzīl (persiska: ارزیل) är en ort i Iran.   Den ligger i provinsen Östazarbaijan, i den nordvästra delen av landet, 600 km nordväst om huvudstaden Teheran. Arzīl ligger 1 461 meter över havet och antalet invånare är 432.
Terrängen runt Arzīl är kuperad åt sydost, men åt nordväst är den bergig. Arzīl ligger nere i en dal. Runt Arzīl är det ganska glesbefolkat, med 27 invånare per kvadratkilometer. Närmaste större samhälle är Anderyān, 12,9 km öster om Arzīl. Trakten runt Arzīl består i huvudsak av gräsmarker.